# Cantos d'Eubea
Segons la mitologia grega, Cantos (grec antic: Κάνθος) va ser un heroi natural de l'illa d'Eubea, fill de Canet i net d'Abant.
Era un dels argonautes que van acompanyar Jàson a la Còlquida a la recerca del velló d'or. En el viatge de tornada, quan els argonautes van desembarcar a Líbia, Cantos va morir a mans del pastor Cefalió, fill de la nimfa Tritònide, una filla de Tritó, quan els argonautes van atacar els seus ramats a garrotades per aconseguir carn per menjar.